# Frits Ruimschotel
Frits Ruimschotel   (Pangkal Pinang, 22 de febrer de 1922 - Utrecht, 28 de maig de 1987) va ser un waterpolista neerlandès que va competir durant la dècada de 1940.
El 1948 va prendre part en els Jocs Olímpics de Londres, on va guanyar la medalla de bronze en la competició de waterpolo.